# Naves (Corrèze)
 Naves  (en occitano Nàvas) es una comuna y población de Francia, en la región de Lemosín, departamento de Corrèze, en el distrito de Tulle y cantón de Tulle Campagne Norte. Es la cabecera y mayor población del cantón.
Su población en el censo de 2008 era de 2274 habitantes.
Está integrada en la Communauté de communes Tulle et Coeur de Corrèzee .